# Ulla Fersen (1789)
Ulla Fersen var en fregatt i svenska flottan, som byggdes efter Fredrik Henrik af Chapmans ritningar i Karlskrona och sjösattes 1789. Skeppet var ett segelfartyg byggt av trä och bestyckat med 18 kanoner.

## Tjänstgöringshistoria
Hon deltog bland annat i Gustav III:s ryska krig åren 1788-1790, och hon deltog då sjöslag mot ryska flottan i Finska viken. Man kan särskilt nämna följande strider:
- Räden mot Baltischport, 17 mars 1790
- Sjöslaget vid Reval, 13 maj 1790
- Kronstadt, 3-4 juni 1790

I sjökriget  tjänstgjorde hon ibland som flaggskepp åt Hertig Karl, yngre bror till Gustav III. 
Ulla Fersen blev uppbringad efter strid vid två tillfällen 1796 och 1801, men återlämnades till Sverige vid bägge tillfällena. Hon blev troligen ombyggd år 1802. Fartyget förliste i en svår storm utanför Neuhoff på ön Usedom i Tyskland i april 1807 och har alltsedan dess legat som skeppsvrak i södra Östersjön. Fartygschef vid olyckstillfället var major Peter Holm.

## Långresan 1801
Resan avsågs att gå till svenskön Saint Barthélemy men under färden blev hon uppbringad i februari-mars 1801 utanför Kanarieöarna av den engelska fregatten Dryad. Efter en kort strid gav de upp och hon fördes till Cork i Irland och senare till Portsmouth i England. Efter förhandlingar återlämnades hon senare till Sverige. Fartygschef var kapten Hans Hampus Fallstedt (1767–1808). 
Färdväg
1. Sverige
2. Lissabon, Portugal, avseglade 10 februari 1801
3. Kanarieöarna, Spanien, anlöpte 19 mars 1801
4. Cork, Irland
5. Portsmouth, England
6. Sverige

Fartyget var uppkallat efter Ulla von Fersen, en välkänd hovdam vid kungliga slottet i Stockholm.
En modell av skeppets skrov finns på Marinmuseum i Karlskrona.